# Альп Кутлуг Більге-каган
Альп Кутлуг Більге-каган (д/н — 789) — 4-й каган уйгурів у 780—789 роках. Повернув тенгріанство як державну релігію, відновив союз з Китаєм.

## Життєпис
Був онуком каган Баянчур-хана. Син Чабіш-тегіна, який брав участь у придушенні повстання Ань Лушаня. Дата й ім'я при народженні невідомі. Був запеклим тенгріанцем. Перша згадка відноситься до 757 року, коли мав титул альп-тутук (очільник тутків держави). Підтримував повстання Пугу Хуайєна в 764—765 роках проти імперії Тан.
Виступив проти оголошення маніхейства державною релігією, внаслідок чого втратив певний вплив. Призначається тун-бага-тарханом (китайці вважали це власним ім'я, яке перекрутили над Дуньмага або Дуньмогедагань).
У 780 році внаслідок заколоту вбив кагана Богю, захопивши владу та стративши 2-3 тис. прихильників маніхейства. Напевне діяв у змові з танським урядом. Імператор Де-цзун негайно визнав його каганом, надавши титул Уїченгункехань (Уї Чен-гун-каган), тобто «Войовничий, праведний і заслужений каган». Сам прийняв ім'я Альп Кутлуг Більге-каган (Хоробрий, благословенний, мудрий каган).
Бажаючи встановити дружні відносини з імперією Тан наказав вигнати з каганату усіх прихильників маніхейства. Але невдовзі відносини були зіпсовані через вбивство 7 вересня 780 року Чжаном Гуаншеном, цзюньші (військовим інспектором округу) Чжен, Тутук-Іміша, вуйка кагана. Того було звинувачено у грабунках й змові. Не бажаючи війни каган став вимагати 1,8 млн монет.
У 783 році звернувся до танського імператора з пропозицією підтвердити попередні угоди про мир і дружбу, умовою якої повинен був стати шлюб Альп Кутлуг Більге-кагана з донькою імператора. Втім дипломатично вдалося переконати кагана, укласти інший договір, за яким каганат визнавав номінальну зверхність імперії Тан, обмежувалося уйгурське посольство 200 особами (їх усіх утримував танський уряд), в рік продавалося 1 тис. коней, не вдирався в межі імперії. Втім невдовзі каган для підтвердження договору знову став вимагати шлюбу з танською принцесою. Натомість обіцяв допомогу у війні проти тибетського імператора Тисрондецана.
Лише 788 року було домовлено про шлюб з принцесою Сіан'ань, який укладено було того ж року. Також визначено, що тепер населення каганату позначатимуть не хуйху-уйгур, а хуйху-сапсан. Водночас почастішали напади на уйгурських купців, що рухалися до Китаю, з боку племен шивей.
Помер Альп Кутлуг Більге-каган у грудні 789 року. Посмертно отримав ім'я Богю Більге Тенгрі-каган. Йому спадкував старший син Кюлюг-каган.